# Dorota Szwarcman
Dorota Szwarcman (ur. 24 września 1952 w Warszawie) – polska publicystka i krytyczka muzyczna, siostra Belli Szwarcman-Czarnoty.

## Życiorys
Jest absolwentką Wydziału Kompozycji, Dyrygentury i Teorii Muzyki Akademii Muzycznej im. Fryderyka Chopina w Warszawie. Obecnie związana jest z tygodnikiem „Polityka”, gdzie prowadzi blog i sporadycznie publikuje na łamach papierowej wersji tygodnika. Wcześniej publikowała m.in. w „Ruchu Muzycznym”, „Gazecie Wyborczej”, „Wprost”, „Tygodniku Powszechnym”, „Jazz Forum”. Okazjonalnie publikuje w „Midraszu”. Członkini Związku Kompozytorów Polskich.
Od maja 2007 prowadzi blog muzyczny „Co w duszy gra”, na którym do 2021 roku opublikowała ponad 2 tysiące wpisów, a wokół bloga powstała społeczność miłośników muzyki.

## Publikacje
- 1987: 60 lat Polskiego Towarzystwa Muzyki Współczesnej. Kalendarium działalności 1924–1984
- 2001: Razem w życiu i muzyce. Rozmowy z Ewą Podleś i Jerzym Marchwińskim
- 2007: Czas Warszawskich Jesieni. O muzyce polskiej 1945–2007.

## Odznaczenia
- 2007: Odznaka honorowa „Zasłużony dla Kultury Polskiej”
- 2007: Medal Stowarzyszenia Polskich Artystów Muzyków „Za Zasługi dla Muzyki Polskiej”[3].